# Avatiu Football Club
Maillots
L'Avatiu FC est un club de football des îles Cook.

## Palmarès

### Section masculine
- Championnat des Îles Cook  (6)
  - Champion : 1980, 1991, 1994, 1996, 1997, 1999

- Coupe des Îles Cook (9)
  - Vainqueur : 1981, 1982, 1992, 1993, 1994, 1995, 1996, 1997, 2000

### Section féminine
- Coupe des Îles Cook (2)
  - Vainqueur : 1999, 2000